# Dvorac Laduč
Dvorac Laduč kojeg okružuje perivoj nalaze se na prijelazu između savske ravnice i južnih padina marijagoričkog pobrđa, u općini Brdovec, nedaleko od Zaprešića, u blizini slovenske granice. Posjed se spominje od 17. stoljeća kada je postojala plemićka kurija. 
Današnji dvorac sagrađen je krajem 19. stoljeća na mjestu nekadašnjih Starih dvora. Dvorac pripada drugoj spomeničkoj kategoriji. Posljednji vlasnici dvorca bili su baruni Vranyczany-Dobrinović, a posljednji gospodar imanja bila je barunica Tilda Vranyczany. Spomenuta je obitelj zauzimala značajno mjesto u gospodarskom, političkom i kulturnom životu Hrvatske u 19. stoljeću. 
Danas se u dvorcu nalazi socijalna ustanova za djecu.